# Kudoa graminatorcyni
Kudoa graminatorcyni is een microscopische parasiet uit de familie Kudoidae. Kudoa graminatorcyni werd in 2005 beschreven door Adlard, Bryant, Whipps & Kent. 